# Видение Константина (Бернини)
«Видение Константина» — конная статуя итальянского архитектора и скульптора Джованни Лоренцо Бернини, расположенная в Скала Реджа — главной, парадной лестнице Апостольского дворца на северной стороне площади Святого Петра, за «колоннадой Бернини», у собора Святого Петра в Ватикане. Первоначально созданная как отдельно стоящее произведение искусства внутри самого собора Святого Петра, скульптура была окончательно открыта в 1670 году как неотъемлемая часть Скала Реджа — переработанной Бернини лестницы между собором Святого Петра и Апостольским дворцом. В отличие от других крупных работ Бернини, искусствоведы предположили, что эта работа была почти полностью выполнена им, так как никакие другие скульпторы не получали оплаты. Общий гонорар Бернини составил 7000 римских скуди.

## Тема
Как личность раннехристианского правителя, фигура Константина Великого была особенно привлекательна для более поздних пап, особенно в XVII веке. Скульптура Бернини адаптировала один конкретный момент жизни Константина.
Перед сражением с языческим римским императором Максенцием Константин молился со своим войском. Через некоторое время в небе над солнцем появился ярко сияющий крест с надписью «лат. In Hoc Signo Vinces» или «рус. Этим знаком ты победишь». Чудо поразило Константина и его войска и вселило в них достаточно веры, чтобы сокрушить Максенция в битве у Мульвийского моста, после чего Константин триумфально вошел в Рим, даровав религиозную терпимость, тем самым освободив христиан от римских преследований.

## Открытие скульптуры
Скульптура имеет долгую историю, начавшуюся в 1654 году, когда Бернини начал работу, вполне возможно, по заказу Папы Иннокентия X. Первоначальный план состоял в том, чтобы разместить скульптуру в базилике Святого Петра. Однако, когда год спустя Александр VII взошёл на папский престол, проект получил новую жизнь, обеспечив прибытие большого блока мрамора, который Бернини мог использовать для воплощения в жизнь существующих рисунков и набросков. Однако по неясным причинам проект снова был отложен, и Бернини не приступал к работе над блоком до 1662 года.
Только в неопределённый момент в 1660-х годах место для статуи стало новая Скала Реджа, которую проектировал сам Бернини. Бернини продолжал совершенствовать конную статую, и в конструкцию были внесены изменения, чтобы соответствовать новому месту на Скала Реджа. Огромные глиняные модели скульптуры были помещены в нишу, что дало Бернини представление о том, как будет выглядеть окончательная композиция, если её разместить на месте. Высокая ниша подавляла скульптуру, поэтому ради общего декоративного эффекта была добавлена динамичная драпировка в складках, располагавшаяся позади мраморного коня.
Это позволило Бернини внести последние штрихи в статую Константина, и в конце 1668 года она была объявлена готовой.
Перевозка статуи из мастерской Бернини в Скала Реджа заняла десять дней, и ночью за ней присматривала охрана. Разнообразная солома, лебедки, доски и балки, а также сани и волы были необходимы, чтобы тянуть эту массивную скульптуру. Наконец, она прибыла 12 января 1669 года. Архитектурные и декоративные работы (например, драпировка) в нише вокруг скульптуры продолжались до 1669 года, как и полировка самой статуи.

## Критика современников
Если не считать краткого периода папской опалы в 1640-х годах, Бернини пользовался большим успехом у населения и аристократии Рима. Тем не менее скульптура Константина подверглась критике сразу же после открытия. Множество опубликованных брошюр указывали на слабости скульптуры: крест, приковавший взгляд Константина, был невидим для многих зрителей, что затрудняло понимание события; статуя казалась чем-то между барельефом и отдельно стоящей скульптурой; исторической неточностью было представить Константина юношей с короткой бородой. Отмечали отсутствие сбруи – седла и поводьев. Скульптуру упрекали в нереалистичности: Бернини пожертвовал точностью в изображении лошади («преувеличенная длина лошади, кривизна тела... длинная шея, огромный хвост... уши странной формы»), чтобы  лучше передать движение (на это указывали и писатели XVII века).

## Позднейшая критика
Возможно, из-за своей относительной недоступности (если у кого-то нет специального доступа в Ватикан, скульптура видна только с одной точки зрения, под портиком собора Святого Петра), статуя Константина привлекала мало внимания историков искусства. Это также может быть связано с качеством полученных мнений о качестве самой скульптуры. Лавин пропускает эту работу в своём труде «Бернини и единстве визуальных искусств», а Эйвери (в своей книге «Бернини: гений барокко») говорит очень мало. Даже Мардер, единственный историк искусства, посвятивший целую книгу Константину и Скала Реджа, признает, что «мы, возможно, никогда не узнаем, как выглядела конная статуя Константина до того, как она была завершена на месте, но есть предположение, что она обладала большей формальной силой в сознании Бернини». Рудольф Виттковер гораздо щедрее: «Памятник помещён перед огромной развеваемой ветром драпировкой, и это устройство усиливало веру смотрящего во внезапную остановку движения всадника и заставляло его зачарованно наклониться и реакции, свидетельствуемые животным одновременно, необычайно убедительный опыт».